# 光滑合鰓鰻
光滑合鰓鰻（學名：Synaphobranchus calvus）為輻鰭魚綱鰻鱺目通鰓鰻科 的其中一種鱼，由Marcelo Melo於2007年命名。這種魚分佈於南大西洋的巴西海域，為深海魚類，棲息深度750-2000公尺，體長可達68.5公分，生活在大陸坡。

## 外部連結
- 維基物種上的相關：光滑合鰓鰻